# Hiixam ibn al-Hàkam
Abu-Muhàmmad Hixam ibn al-Hàkam (segle viii) fou el màxim representant del kalam imamita dels temps dels imams Jàfar as-Sàdiq i Mussa al-Kazí. Era nascut a Wasit i va viure després a Kufa.